# Groupe socialiste et républicain (franske senat)
Groupe socialiste et républicain (dansk: Gruppen af socialister og republikanere) en socialdemokratisk politisk gruppe i det franske senat.
Efter valget til Senatet i september 2017 har gruppen 78 medlemmer. De fleste kommer fra Socialistpartiet.

## Tidligere navne
Senatsgruppen har tidligere været kendt som:	
- 1959–2011: Den socialistiske gruppe (Groupe socialiste),
- 2011–12: Den socialistiske gruppe med Gruppen Europa Økologi–De Grønne (Groupe socialiste, apparentés et groupe Europe Écologie Les Verts rattaché),
- 2012–15: Gruppen af socialister og beslægtede (Groupe socialiste et apparentés).